# Walerian Wojtulewicz
Walerian Wojtulewicz ps. „Ryś”, „Achilles” (ur. 3 października 1892 w Warszawie, zm. 4 października 1932 tamże) – kapitan piechoty Wojska Polskiego.

## Życiorys
Walerian Wojtulewicz urodził się 3 października 1892 roku w Warszawie, w rodzinie Rajmunda i Michaliny z Mossakowskich, którzy byli właścicielami majątku w płońskim. Po ukończeniu szkoły średniej rozpoczął studia w Szkole Wawelberga i Rotwanda w Warszawie. W 1912 roku wyjechał do Francji i kontynuował studia na Politechnice w Nancy. W styczniu 1913 roku został jednym z założycieli tamtejszej organizacji niepodległościowej „Promień” oraz jednym z pierwszych członków Związku Strzeleckiego, w którym nosił pseudonim „Ryś”. Pełnił funkcję bibliotekarza i zbrojmistrza oddziału, a jego mieszkanie było ośrodkiem pracy strzeleckiej. W lipcu 1914 roku przyjechał do Krakowa na letni kurs strzelecki.
6 sierpnia 1914 roku wymaszerował z Oleandrów w szeregach I plutonu Pierwszej Kompanii Kadrowej. Przyjął pseudonim „Achilles”. W październiku 1914 roku w bitwie pod Laskami awansował na sekcyjnego. W grudniu 1914 roku odszedł na leczenie szpitalne. Po powrocie z leczenia został sekcyjnym 7 kompanii II batalionu. Następnie w szeregach 5 pułku piechoty odbył kampanię nad Nidą i znad Nidy na Polesie. Tam zachorował na tyfus. Na początku 1916 roku, po wyzdrowieniu, został przeniesiony do 3 baterii 1 pułku artylerii Legionów Polskich. W 1917 roku został słuchaczem Szkoły Podchorążych Artylerii. Latem tego roku, po kryzysie przysięgowym, został internowany w obozie w Szczypiornie, a później w Łomży. W grudniu 1917 roku został mu udzielony krótkoterminowy urlop z powodu śmierci ojca. Po zakończonym urlopie nie powrócił do obozu internowania, lecz wstąpił do Polskiej Organizacji Wojskowej i został w niej komendantem obwodu Płońsk.
W listopadzie 1918 roku, po rozbrojeniu Niemców, pełnił obowiązki komendanta garnizonu i placu Płońsk. Następnie na czele utworzonego przez siebie oddziału stał na granicy pod Chorzelami. W marcu 1919 roku razem ze swoim oddziałem został wcielony do 32 pułku piechoty. Kilka razy pełnił funkcję adiutanta pułku, a w 1920 roku walczył w jego szeregach z bolszewikami. 30 lipca 1920 roku został mianowany z dniem 1 sierpnia 1920 roku podporucznikiem w piechocie z byłych Legionów Polskich, „z zaliczeniem do Rezerwy armii i równoczesnym powołaniem do służby czynnej na czas wojny, aż do demobilizacji”.

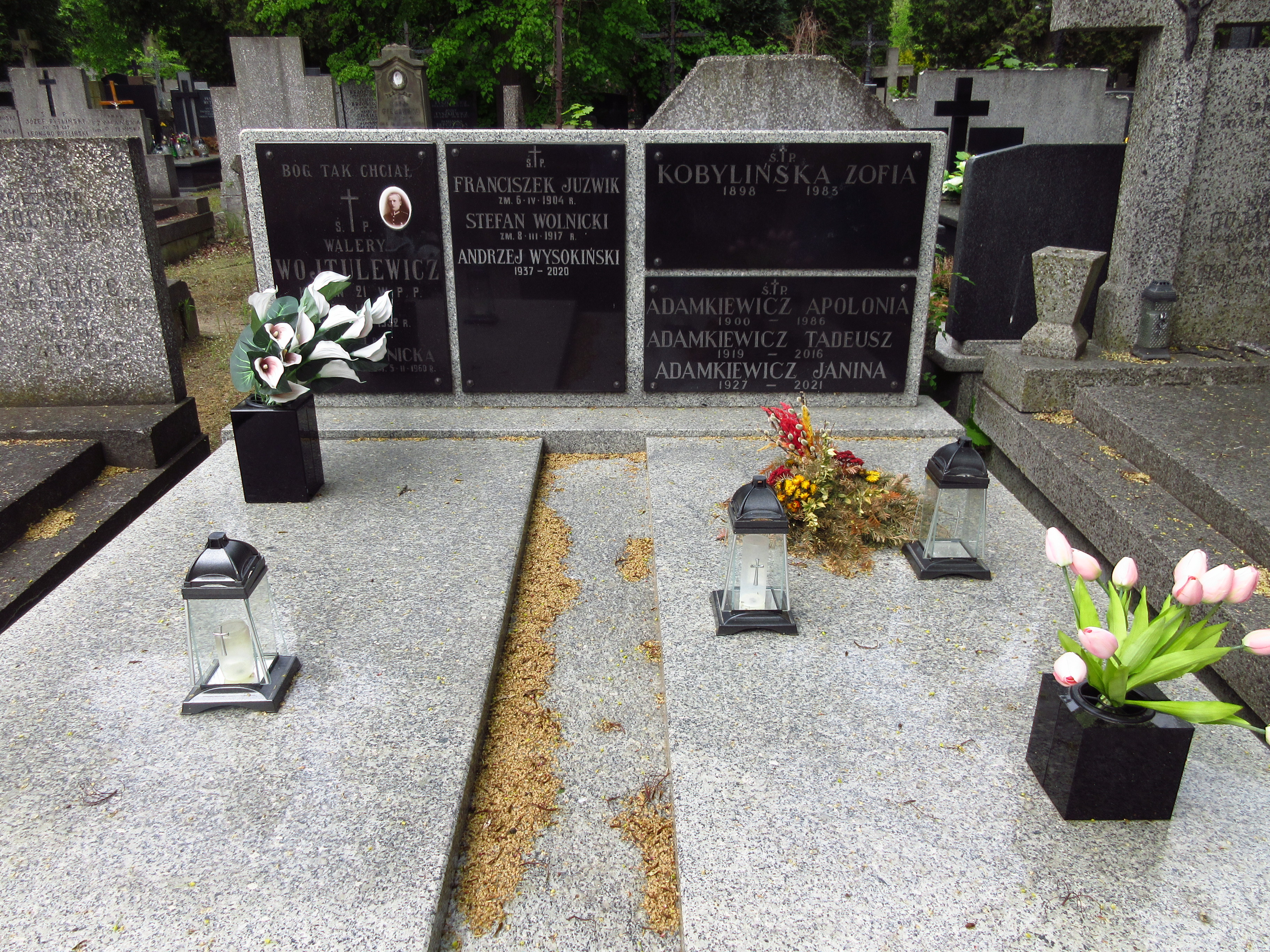
Grób Waleriana Wojtulewicza na Cmentarzu Bródnowskim.

1 czerwca 1921 roku pełnił służbę w Centrum Wyszkolenia Kobryń, a jego oddziałem macierzystym był wówczas 32 pułk piechoty. Następnie dowodził kompanią w Centralnej Szkole Podoficerów Zawodowych w Grudziądzu. 3 maja 1922 roku został zweryfikowany w stopniu porucznika ze starszeństwem z dniem 1 czerwca 1919 roku i 637. lokatą w korpusie oficerów piechoty. W 1923 roku pełnił służbę w Powiatowej Komendzie Uzupełnień Ciechanów na stanowisku oficera instrukcyjnego, pozostając oficerem nadetatowym 32 pułku piechoty w Modlinie. 24 października tego roku został przydzielony do PKU Modlin na takie samo stanowisko. W czerwcu 1924 został przydzielony do PKU Warszawa Miasto III na stanowisku oficera instrukcyjnego, w dalszym ciągu pozostając oficerem nadetatowym 32 pułku piechoty. 1 grudnia 1924 roku awansował na kapitana ze starszeństwem z dniem 15 sierpnia 1924 roku i 219. lokatą w korpusie oficerów piechoty. W marcu 1926 roku został przeniesiony do 30 pułku piechoty w Warszawie. W 1928 roku pełnił służbę w 21 pułku piechoty „Dzieci Warszawy” w Warszawie. W 1932 roku pozostał w dyspozycji dowódcy Okręgu Korpusu Nr I i był wykorzystywany do prac przysposobienia wojskowego na stanowisku komendanta Okręgu Związku Strzeleckiego Nr IX.. Zmarł 4 października 1932 roku w Warszawie. Dwa dni później został pochowany na cmentarzu Bródnowskim (kwatera 3A-1-18).

## Odznaczenia
- Krzyż Niepodległości (12 marca 1931)[16],
- Srebrny Krzyż Zasługi (17 marca 1930)[17],
- Medal Pamiątkowy za Wojnę 1918-1921,
- Medal Dziesięciolecia Odzyskanej Niepodległości[15],
- Odznaka Pamiątkowa „Pierwszej Kadrowej”[18].